# Lozinghem
Lozinghem ist eine französische Gemeinde mit 1.271 Einwohnern (Stand: 1. Januar 2022) im Pas-de-Calais in der Region Hauts-de-France. Sie gehört zum Arrondissement Béthune und zum Kanton Auchel. 

## Lage
Die Gemeinde Lozinghem liegt am Rand des Nordfranzösischen Kohlereviers, zehn Kilometer westlich von Béthune in der historischen Provinz Artois. Umgeben wird Lozinghem von den Nachbargemeinden Allouagne im Nordwesten und Norden, Lapugnoy im Osten, Marles-les-Mines im Süden sowie Auchel im Südwesten und Westen. An die lange Steinkohlebergbau-Tradition erinnert heute noch eine Bergbaunachfolgelandschaft mit einer Abraumhalde im Süden der Gemeinde Lozinghem.

## Bevölkerungsentwicklung
| Jahr                       | 1962 | 1968 | 1975 | 1982 | 1990 | 1999 | 2006 | 2013 | 2022 |
| -------------------------- | ---- | ---- | ---- | ---- | ---- | ---- | ---- | ---- | ---- |
| Einwohner                  | 1314 | 1206 | 1169 | 1104 | 1055 | 1032 | 1145 | 1298 | 1271 |
| Quellen: Cassini und INSEE |      |      |      |      |      |      |      |      |      |

## Sehenswürdigkeiten

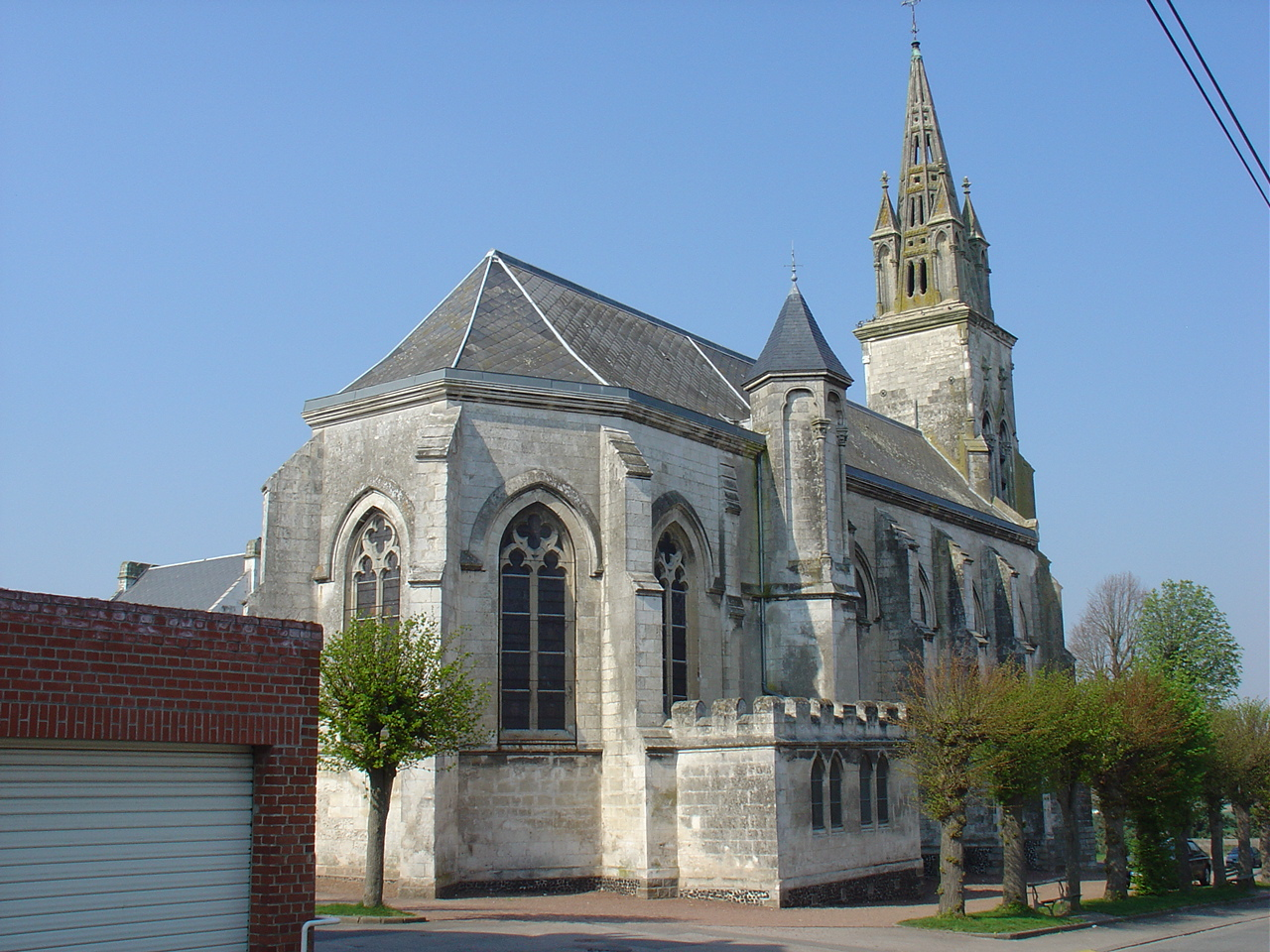
Kirche Saint-Riquier
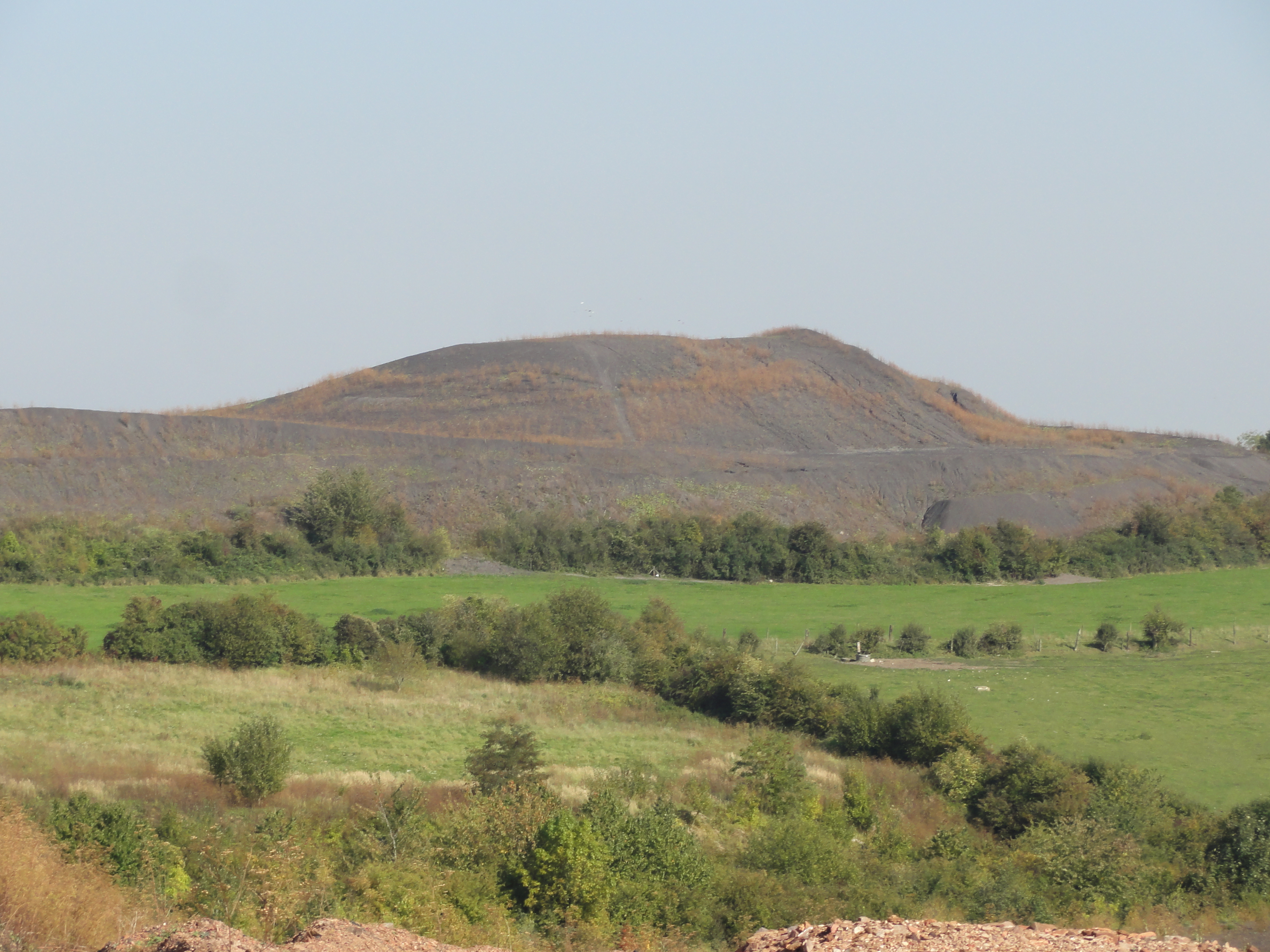
Abraumhalde

- Herrenhaus aus dem 16. Jahrhundert
- zwei Wassertürme

- Kirche Saint-Riquier
- Abraumhalde